# Expédition Antarctic
Cet article fait partie d'un « bon thème » labellisé en 2011.
Pour les articles homonymes, voir Antarctique (homonymie).

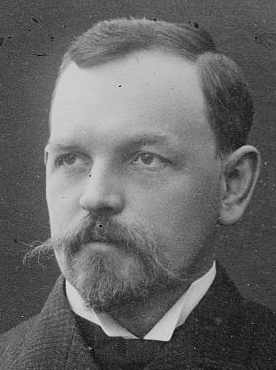
Otto Nordenskjöld, chef de l'expédition.

L’expédition Antarctic ou expédition antarctique suédoise fut l'unique expédition suédoise en Antarctique du début du XXe siècle. Elle fut menée entre 1901 et 1904, lors de l'âge héroïque de l'exploration en Antarctique, par le suédois Otto Nordenskjöld, chef d'expédition et le norvégien Carl Anton Larsen, commandant du navire Antarctic, à destination de la péninsule Antarctique. Le bateau avait embarqué 24 autres personnes dont l'Argentin José Sobral.
L'expédition est contemporaine des expéditions Gauss allemande et Discovery britannique. À l'instar de l'expédition Endurance britannique, elle est marquée par le naufrage du navire et les efforts de survie de ses membres.

## Expédition

### Départ

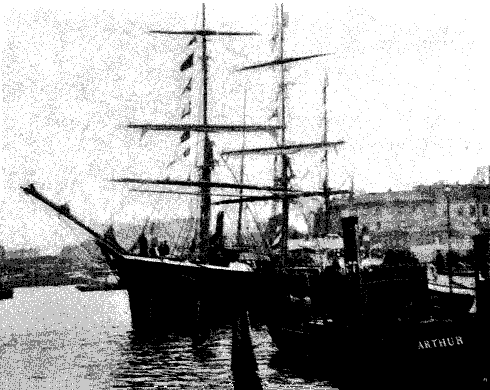
L’Antarctic, 1901.

Commandée par le géologue suédois Otto Nordenskjöld — neveu de l'explorateur Adolf Erik Nordenskiöld qui découvrit le passage du Nord-Est —, l'expédition était secondée par le norvégien Carl Anton Larsen, capitaine du navire Antarctic, qui disposait d'une passée en mer de Weddell avec une reconnaissance entre 1892-1893 sur le Jason dans le cadre de la chasse à la baleine. Seize marins et huit scientifiques faisaient partie de l'expédition. Le 16 octobre 1901, l’Antarctic quitte Göteborg, en Suède, à destination du Sud.

### Passage par l'Argentine

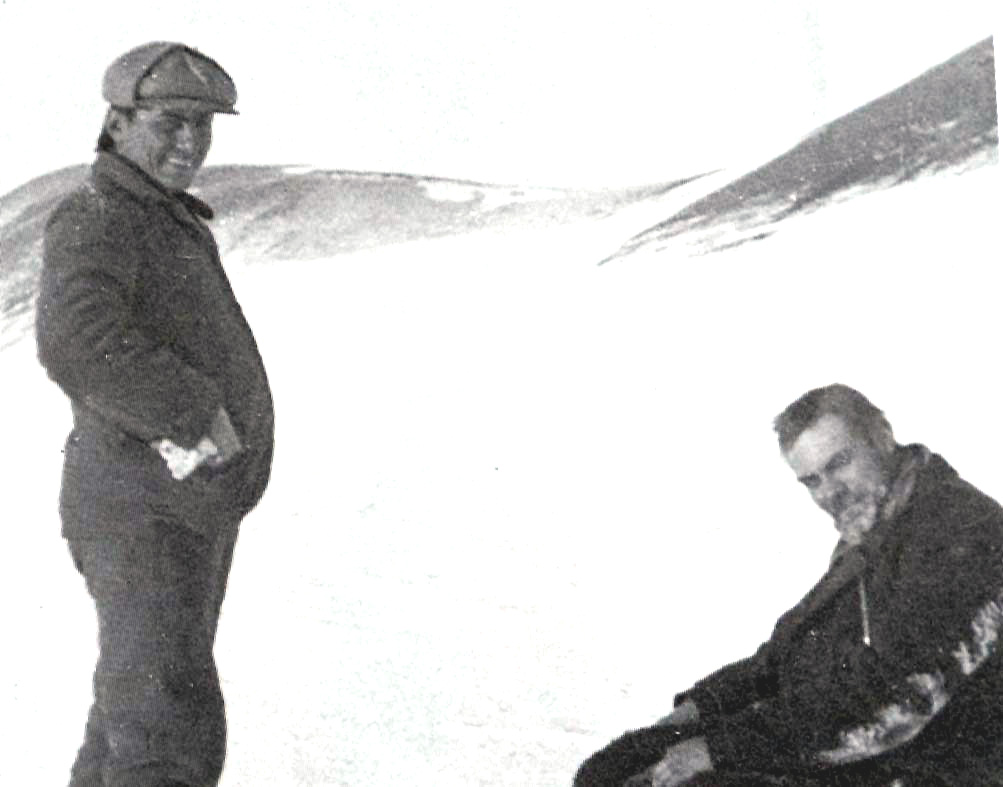
José Sobral et Otto Nordenskjöld.

Sur son chemin vers l'Antarctique, l’Antarctic fait escale à partir du 15 décembre 1901 à Buenos Aires où le gouvernement argentin fournit des provisions et de l'essence à condition qu'un jeune officier de marine argentin, le lieutenant José Sobral, rejoigne l'expédition. Nordenskjöld s’empressa d'accepter cet échange favorable pour son projet. L'artiste américain Frank Wilbert Stokes (en) rejoint également le navire. Le 21 décembre 1901, l’Antarctic quitte l'Argentine et atteint les îles Shetland du Sud le 11 janvier 1902.

### Mission
La terre de Graham dont le cap Longing (en), l'île James-Ross, le groupe des îles Joinville et l'archipel Palmer ont été explorés. L'expédition permet notamment de statuer, contrairement à ce qui était pensé à l'époque, que la Terre Louis Philippe (en) était reliée à la côte de Danco et que le détroit d'Orléans (en) se poursuivait dans le détroit de Gerlache, zone déjà brièvement explorée par l'expédition antarctique belge.
Le détroit Antarctic, découvert par Jules Dumont d'Urville mais non nommé, fut baptisé d'après le navire. L'expédition se poursuit vers l'île Paulet, le golfe Erebus and Terror, l'île Seymour et l'est de la côte Oscar II (en) avant que le navire ne remonte plus au nord à partir du 1er février 1902. L'île Snow Hill fut choisie pour hiverner et le navire, après avoir déposé son équipement, est reparti pour les îles Malouines afin de ne pas être bloqué par la glace tandis que Nordenskjöld et cinq autres membres de l'expédition : José Sobral, Gösta Bodman, Ole Jonassen, Erik Ekelöf et Gustaf Åkerlundh, restèrent sur place.
L'équipe subit un hiver avec des conditions météorologiques particulièrement dures.

### Naufrage de l’Antarctic

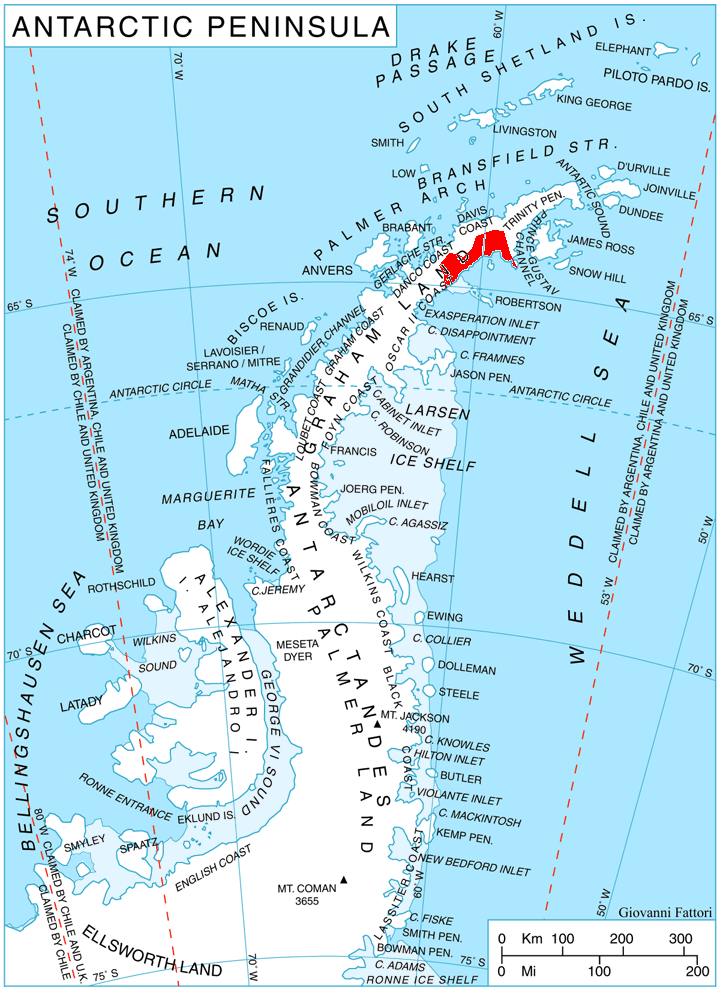
Carte de la péninsule Antarctique avec la côte de Nordenskjöld en rouge.

À son retour, le navire fut pris dans la glace de novembre 1902 à février 1903. Trois hommes : Johan Gunnar Andersson, Samuel Duse et Toralf Grunden  sont débarqués sur la péninsule de la Trinité, près de la baie Hope pour tenter de rejoindre l'équipe de Nordenskjöld sur l'île Snow Hill. Le navire finit par couler le 12 février 1903, et l'équipage de Larsen se replie, après deux semaines d'avancée périlleuse le 28 février 1903, sur l'île Paulet après avoir récupéré une partie des provisions. Là, ils survivent difficilement, se nourrissant de manchots,.
Les trois hommes débarqués sur la péninsule, après avoir attendu le moment propice dans la baie Hope où ils construiront un abri de survie, parviennent à retrouver, par hasard, Nordenskjöld, le 12 octobre 1903 sur l'île Vega située à 70 km de Snow Hill. Celui-ci ne reconnut pas Andersson et ses compagnons dans un premier temps, tant les 3 hommes étaient crasseux.
Le cap où eut lieu la jonction fut baptisé "de la bonne rencontre" (de) en souvenir de cet événement.

### Secours
Une opération de sauvetage est montée en 1903 par le gouvernement argentin de Julio Argentino Roca avec la corvette Uruguay commandée par Julián Irizar (es) pour récupérer les membres de l'expédition. La présence de José Sobral a probablement été un facteur qui influença le gouvernement argentin à mettre rapidement en place ce sauvetage. L’Uruguay a réussi à ramener les membres de l'expédition. Une plaque commémorative et un cairn, érigés à la baie des Manchots sur l'île Seymour voisine, marquent le lieu de la rencontre des matelots de la corvette argentine et des 9 membres de l'expédition suédoise, le 10 novembre 1903 ; la plaque est classée comme monument historique de l'Antarctique.

## Postérité
Malgré de grosses difficultés, comme le naufrage de l’Antarctic, l'expédition est considérée comme une réussite scientifique.
Deux îles clés de l'Antarctique sont associées à l'expédition : la première est l'île Snow Hill où Otto Nordenskjöld et cinq de ses collègues ont passé deux hivers (l'un d'eux prévu et le second forcé par le naufrage du navire) et la seconde est l'île Paulet où l'équipage du navire a été bloqué de février 1903 à novembre 1903.
José Sobral ayant passé deux années avec Nordenskjöld à l'île Snow Hill, il est devenu le premier Argentin à hiverner en Antarctique.
Le détroit Antarctic fut baptisé d'après le navire Antarctic, la barrière de Larsen d'après Carl Anton Larsen et plusieurs lieux comme le glacier Nordenskjöld d'après Otto Nordenskjöld.

## Membres de l'expédition

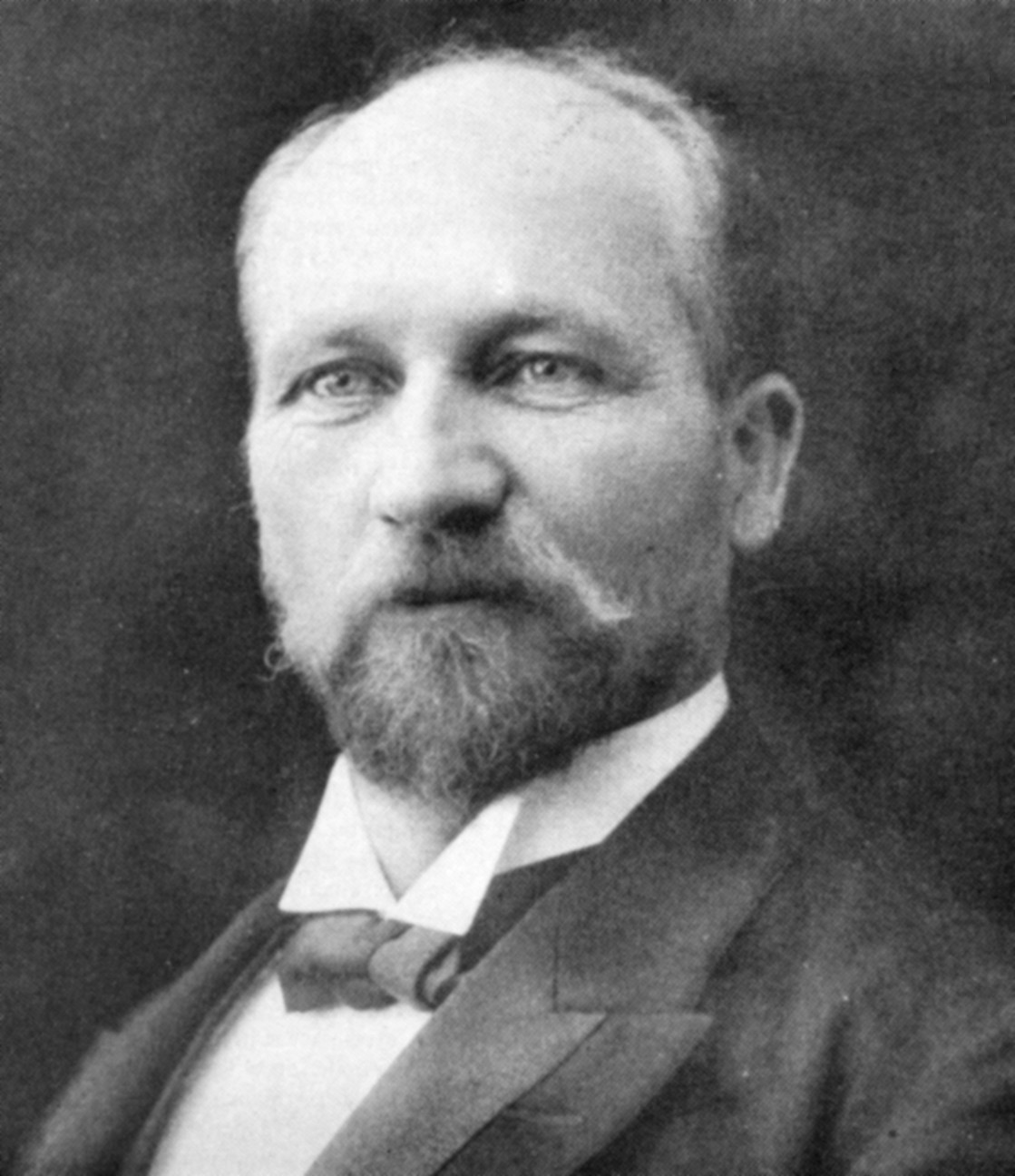
Carl Anton Larsen

D'après le site Web coolantarctica.com :
- Gustaf Åkerlundh : matelot
- Axel Andersson : cuisinier
- Johan Gunnar Andersson / K. A. Andersson : zoologiste ; son nom a été donné à l'île Andersson croisée lors de l'expédition
- F. L. Andreassen : second capitaine
- Ole Johnsen Björnerud : forgeron
- Gösta Bodman : météorologiste, hydrographe
- S. A. Duse : lieutenant, cartographe ; une baie de la péninsule de la Trinité porte son nom.
- Erik Ekelöf : médecin, bactériologiste ; un piton rocheux à 9 km au sud-ouest de Cape Gage, à l'entrée de la baie de Markham (péninsule de la Trinité), porte son nom
- H. J. Haslum : second maître
- Wilhelm Holmberg : pompier
- Carl Johanse : pompier
- Ole Jonassen : musher ; son nom a été donné à l'île Jonassen croisée lors de l'expédition
- Anders Karlsen : mécanicien principal
- George Karlsen : second mécanicien
- Carl Anton Larsen : capitaine de l’Antarctic
- Otto Nordenskjöld : chef de l'expédition
- Axel Ohlin : zoologiste
- Ole  Olansen : matelot
- Axel R. Reinholdz : troisième maître
- G. F. Schönbäck : steward
- Carl Skottsberg : botaniste
- José María Sobral : sous-lieutenant, assistant dans les travaux scientifiques
- FranK Wilbert Stokes : artiste
- Anton Olsen Ula : bosco
- Ole Christian Wennersgaard : matelot ; décédé sur l'île Paulet, sa tombe y est encore visible

+ Toralf Grunden (non mentionné)